# إيفون باور
إيفون باور (بالألمانية: Yvonne Bauer)‏ هي ناشرة ألمانية، ولدت في 1977.

## وصلات خارجية
- إيفون باور على موقع مونزينجر (الألمانية)